# Харрис, Стив
Стивен (Стив) Перси Харрис (англ. Stephen Percy Harris; род. 12 марта 1956, Лондон) — британский рок-музыкант, басист, основатель и автор большинства песен (как музыки, так и текстов) группы Iron Maiden. Ранее работал в Gypsy's Kiss, позднее присоединился к Smiler.

## Биография

### Детство
Стивен Персиваль Харрис родился 12 марта 1956 года в Ист-Энде Лондона. Он рос старшим из 4 детей и был единственным мальчиком в семье. Отец был водителем грузовика, а мать работала целый день. У неё было несколько дополнительных работ, но большую часть времени она присматривала за детьми. У его отца также было 4 младшие сестры, которые всегда были у Стива в доме, а также его бабушка по материнской линии. Таким образом, он рос в окружении женщин.
Одной из причин, по которой Стив стал заниматься музыкой — в доме всегда играла музыка. Его сестры и их друзья постоянно танцевали под The Beatles и другие группы в этом же духе.
Но кроме музыки в жизни Стива был ещё и спорт. Футболист-любитель, теннисист и игрок в крикет, ещё школьником Стив мечтал стать профессиональным футболистом и играть за обожаемый им «Вест Хэм Юнайтед» — местную лондонскую команду, которая тогда была знаменита победителями Кубка Англии, такими, как Бобби Мур, Джеффри Херст и Мартин Петерс. Футбол фактически стал его первым серьёзным увлечением. В юности Стив подавал большие надежды и мог бы играть за «Вест Хэм Юнайтед», но тяга к музыке взяла своё.
Переворот в сознании Стива произошёл тогда, когда его приятель дал послушать другу несколько альбомов Jethro Tull, King Crimson и Genesis. Юный Стив изначально хотел быть барабанщиком, но маленькая лондонская квартира, в которой он жил, не позволяла завести барабанную установку. Чтобы не быть в тягость родителям, Стив окончил колледж и поступил на работу. Однако кропотливая работа чертёжника его не очень устраивала. Ему хотелось чего-то большего. Поэтому Стив принял решение потратить свои кровно заработанные 70 фунтов на покупку бас-гитары.

### Gypsy’s Kiss, Smiler
В свободное от основной работы время он осваивал навыки игры на бас-гитаре, а также — играл в лондонской команде под названием Influence. Это была небольшая по своему значению группа. Название Influence быстро наскучило молодым музыкантам, и в ноябре 1973 года они решили сменить его на более звучное — Gypsy’s Kiss (с англ. — «Поцелуй цыганки»). Состав группы был следующий: Paul Sears — барабаны, Bob Verschoyle — вокал, Dave Smith — гитара, Steve Harris — бас, Tim Wotsit — гитара. Репертуар группы состоял из кавер-версий знаменитых блюзовых групп, что очень тормозило развитие музыканта. Группа отыграла 6 концертов и распалась.
Все ребята из следующей группы Стива, Smiler, были на несколько лет старше юного Харриса и ни в грош не ставили своего коллегу. По стилистике их «произведения» представляли смесь из рока и рокабилли и отличались простотой исполнения. Стив предложил свой материал, однако остальные участники Smiler отнеслись к Стиву заносчиво. Вообще в самом начале Стив предложил два трека: «Innocent Exile» и «Burning Ambition». «Innocent Exile» вошла в концертный репертуар группы Smiler, но вот композиция «Burning Ambition» была отторгнута с корнем.

### Iron Maiden
В конце 1975 года Стив Харрис решил, что в группе Smiler ему никуда не пробиться. После поисков в местной музыкальной среде, Стивом была собрана группа с составом: Дэйв Салливан — лидер/ритм гитара, Рон 'Rebel' Мэттьюс — барабаны, Пол Дэй — вокал, Терри Рэнс — лидер/ритм гитара, Стив Харрис — бас. Официально о рождении новой группы было объявлено в мае 1975 года, и фигурировала она под названием Iron Maiden. Название Стив взял из фильма Человек в железной маске (англ. The Man In The Iron Mask), который рассказывал о временах инквизиции. В средние века «железной девой» называли орудие пытки — отлитую из железа женскую фигуру, внутри которой имелась полость, а также шипы.
К 1981 году группа уже играла на профессиональном уровне, имела постоянные контракты на тиражирование их альбомов с лейблом EMI, а также концертные выступления по всему миру. И это во многом заслуга Стива Харриса, внёсшего свой вклад в мировую рок-культуру.

## Альбомы, записанные в составеIron Maiden
- Iron Maiden (1980)
- Killers  (1981)
- The Number of the Beast (1982)
- Piece of Mind (1983)
- Powerslave (1984)
- Live After Death (1985)
- Somewhere in Time (1986)
- Seventh Son of a Seventh Son (1988)
- No Prayer for the Dying (1990)
- Fear of the Dark (1992)
- A Real Live One (1993)
- A Real Dead One (1993)
- Live at Donington (1993)
- The X Factor (1995)
- Virtual XI (1998)
- Brave New World (2000)
- Rock In Rio (2002)
- Dance of Death (2003)
- Death on the Road (2005)
- A Matter of Life and Death (2006)
- The Final Frontier (2010)
- En Vivo! (2012)
- The Book of Souls (2015)
- Senjutsu (2021)

## Сольная карьера
19 июля 2012 в интернет попала информация о том, что музыкант выпустит на лейбле EMI первый сольный альбом. Диск British Lion состоит из десяти песен, над которыми Стив работал несколько лет в перерывах между гастролями Iron Maiden. Микшированием альбома занимался Кевин Ширли.
Выбор названия альбома Стив Харрис объясняет так: «Я всегда гордился тем, что я британец. И не вижу причин, по которым я не должен этого делать. Это огромная часть меня самого. Это не значит, что я люблю поразмахивать флагом или проповедовать, это вовсе не политическое заявление. Это как поддерживать свою футбольную команду на чужом поле. Такие заявления порождают в голове определённые образы, а я выражаю это состояние через музыку».
Второй альбом американского проекта Харриса British Lion — «The Burning» — вышел 17 января 2020 года.